# Lucas Leiva
Lucas Pezzini Leiva (Dourados, 9 de janeiro de 1987) é um ex-futebolista brasileiro que atuava como volante.

## Carreira

### Grêmio

#### 2005
Lucas chegou às categorias de base do Grêmio no ano de 2002 e iniciou a carreira no Tricolor, fazendo sua estreia na equipe no dia 22 de outubro de 2005, numa vitória por 1–0 sobre o Náutico. Na partida em questão, que foi válida pela estreia da fase final da Série B, o volante entrou no lugar do capitão Sandro Goiano e viu o Grêmio vencer com um gol do zagueiro Domingos. Lucas também participou do último jogo, contra o próprio Náutico, quando foi um dos sete jogadores que terminou em campo pelo Grêmio na partida conhecida como Batalha dos Aflitos, que culminou no acesso e o retorno à Série A.

#### 2006
Em 2006 o jogador, que virou titular da equipe, conquistou o Campeonato Gaúcho — que o Grêmio não ganhava desde 2001 — e também ficou em 3º lugar no Campeonato Brasileiro. Volante de boa marcação e técnica, que costumava avançar para marcar gols ou dar assistências, Lucas recebeu da revista Placar a Bola de Ouro de 2006, prêmio atribuído ao melhor jogador do Campeonato Brasileiro no ano.

#### 2007
No ano de 2007, ainda pelo Grêmio, Lucas conquistou mais uma vez o Campeonato Gaúcho e foi vice da Copa Libertadores. O brasileiro atuou pela última vez no dia 17 de junho, numa derrota por 2–0 para o Cruzeiro, em casa, válida pelo Campeonato Brasileiro.[carece de fontes?]

### Liverpool

#### 2007–08
Foi oficialmente apresentado como jogador do Liverpool no dia 26 de julho de 2007. Em 28 de agosto, o brasileiro estreou pelos Reds no jogo de volta da fase de qualificação para a Liga dos Campeões da UEFA, e contemplou a vitória dos ingleses por 1–0 sob o Toulouse. No clube inglês, haviam grandes figuras como Pepe Reina, Jamie Carragher, o compatriota Fábio Aurélio, Xabi Alonso, Javier Mascherano, Steven Gerrard e Fernando Torres.[carece de fontes?]
A estreia do volante na fase de grupos aconteceu no dia 24 de outubro, numa partida válida pela 3ª rodada da Champions League. O Liverpool enfrentou o Beşiktaş e perdeu por 2 a 1. Na sequência da competição, o time inglês passou de fases até ser eliminado pelo Chelsea nas semifinais. Leiva não participou dos últimos três jogos do clube vermelho e terminou aquela temporada com seis jogos, sem gols ou assistências pela Liga dos Campões.[carece de fontes?]
Pela Copa da Liga Inglesa, o jogador estreou no dia 25 de setembro, na goleada por 4 a 2 sob o Reading. Ele participou de mais dois jogos, até que seu time fosse eliminado pelo Chelsea após perderem o jogo, nas quartas de final, por 2 a 0. Ele terminou a competição com três jogos, sem marcar gols.[carece de fontes?]
Lucas marcou o seu primeiro gol pelo Liverpool no dia 26 de janeiro de 2008, em uma goleada por 5 a 2 contra o Havant & Waterlooville, pela 4ª Eliminatória da Copa da Inglaterra. Após esse jogo, os Reds enfrentaram o Barnsley e perderam por 2 a 1, encerrando assim a participação do clube de Liverpool na competição. Lucas fez quatro jogos e marcou um gol.[carece de fontes?]
Pela Premier League, Lucas estreou na 10ª rodada contra o Everton, no Merseyside derby. O time de Lucas saiu vencedor do duelo após fazer 2 a 1 no adversário. A primeira vez que Leiva jogou 90 minutos pelo time, na Premier League, foi no dia 24 de novembro de 2007, em partida válida pela 14ª rodada. O brasileiro atuou contra o Newcastle e deu sua primeira assistência com a camisa do Liverpool, o gol foi do jogador Steven Gerrard. Ao final do jogo, o seu clube venceu por 3-0. Ao final da temporada, onde fez 18 jogos e contribuiu com quatro assistências, o brasileiro contribuiu para que o time ficasse em 4º colocado na Premier League e garantisse vaga aos play-offs da Liga dos Campeões da UEFA.[carece de fontes?]
Ao final de sua primeira temporada com o Liverpool, Lucas teve 32 jogos, um gol marcado e quatro assistências distribuídas.[carece de fontes?]

#### 2008–09

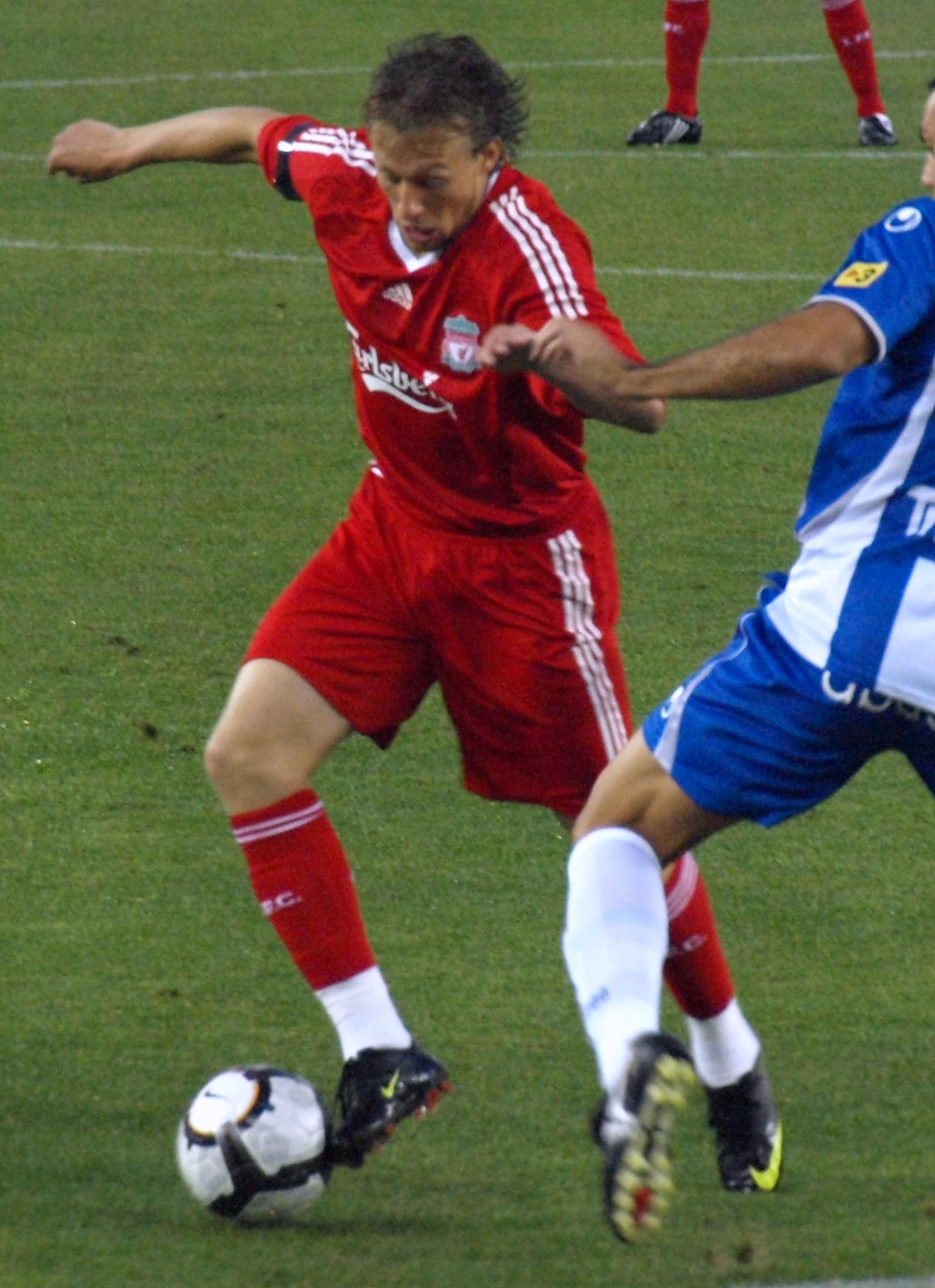
Lucas Leiva em 2009

Lucas, que já dividia vestiário com Fábio Aurélio, ganhou a presença de outro brasileiro no elenco, o goleiro Diego Cavalieri havia chegado no clube, bem como o atacante irlandês Robbie Keane.
Lucas não pôde jogar os jogos de play-offs da Liga dos Campões, pois estava com a seleção brasileira disputando os Jogos Olímpicos de 2008 em Pequim Ao voltar, o clube já havia disputado, e empatado, o jogo de ida contra o Standard de Liège. O brasileiro não fora utilizado na partida de volta e o clube conseguiu vencer o clube belga na prorrogação de 1-0. No decorrer da Fase de Grupos da Liga dos Campeões da UEFA de 2008–09, o sul-americano jogou todos os jogos, com direito a 2 assistências na última rodada na vitória dos ingleses sob o PSV Eindhoven por 3-1. Curiosamente, o Liverpool só foi eliminado, novamente, pelo Chelsea nas quartas de final. Lucas até conseguiu fazer um dos gols no jogo de volta, um empate em 4-4, mas, com a vitória dos londrinos de 3 a 1 no jogo de ida, os vermelhos nada puderam fazer para evitar a boa fase do time azul, liderados por Frank Lampard. Que recebia o apoio do trio de ataque Florent Malouda, Salomon Kalou e Didier Drogba.[carece de fontes?]
Na Copa da Inglaterra daquela temporada, o time atuou em três jogos, com Lucas participando de dois. O Liverpool fora eliminado no roleplay da 4ª eliminatória depois de um empate em 1-1 em pleno Anfield contra o Everton. O time azul de Liverpool venceu a segunda rodada na prorrogação por 1-0 e eliminou o clube de Leiva.[carece de fontes?]
Pela Copa da Liga Inglesa, o time vermelho estreou bem, com direito a gol de Lucas contra o Crewe Alexandra. Na ocasião, os times empatavam em 1-1, e o brasileiro garante a vitória logo no começo do segundo tempo. Infelizmente, a vida do clube vermelho não durou muito, já que o Tottenham viria a eliminá-los na rodada seguinte após um placar de 4 a 2 para os londrinos.[carece de fontes?]
A temporada 2008–09 para o Liverpool na Premier League seria recheada de momentos bons, apesar de um final amargo. A começar que os reds ficaram as primeiras 10 rodadas sem perder nenhum jogo. Após isso, o time viria a perder somente 15 rodadas depois. Após a derrota, o Liverpool ainda garantiria mais 11 partidas invicto. Mas a campanha quase irretocável dos vermelhos não conseguiu ser o suficiente para parar o poderoso Manchester United (de Cristiano Ronaldo, Wayne Rooney, Rio Ferdinand e Edwin van der Sar) que terminou a temporada como campeão do Campeonato Inglês quatro pontos a frente do time de Leiva. A 2ª colocação rendeu ao time uma vaga direta a Liga dos Campeões da temporada posterior.[carece de fontes?]
No fim da temporada, Lucas jogou 39 jogos, marcou três gols e deu quatro assistências.[carece de fontes?]

#### 2009–10
Lucas manteve uma temporada regular em 2008–09 e em 2009, com a saída de Xabi Alonso do clube, ele acabou por ser mais utilizado pelo treinador Rafael Benítez.
Na temporada 2009–10 Lucas assumiu definitivamente a titularidade da equipe que havia acabado de contratar Alberto Aquilani para fortalecer ainda mais o time.
Apesar dos bons nomes, o Liverpool não pôde superar o talento do Arsenal (de Mikaël Silvestre, Samir Nasri e do brasileiro naturalizado croata Eduardo) treinado por Arsène Wenger. O clube de Liverpool ganhou o jogo inicial da Copa da liga inglesa contra o Leeds, mas perdeu nas oitavas contra o Arsenal e foi eliminado. Leiva não esteve presente em nenhum dos dois jogos.[carece de fontes?]
Na Copa da Inglaterra, Lucas jogou os dois jogos contra o Reading. O primeiro foi um empate que levou os clubes a se reencontrarem nove dias depois para o duelo decisivo. O time de Reading superou os de Liverpool por 2 a 1 na prorrogação e tirou as chances dos Reds de continuarem competindo.[carece de fontes?]
Se o clube havia sido avassalador na temporada anterior, os reds não começaram tão bem a temporada 2009-10 na Premier League. Nos 10 jogos inicias, o clube colecionou 4 derrotas. Com o passar dos jogos, o time continuaria a oscilar bastante a ponto de terminar o Campeonato em 7º colocado. Lucas terminou essa competição com 25 jogos e apenas 2 assistências.[carece de fontes?]
Apesar dos esforços, o time inglês foi eliminado precocemente da Liga dos Campeões da UEFA de 2009–10. Com três derrotas, duas vitórias e um empate, o clube inglês não conseguiu vaga na fase eliminatória da competição e deu adeus ao título ainda na fase de grupos.
Ao fim da temporada, o brasileiro terminou com 50 jogos, um gol e cinco assistências.[carece de fontes?]

#### 2010–11
Após uma temporada irregular, o Liverpool tratou de buscar mais opções para o elenco. A começar pela promessa Andy Carroll, que na época foi a maior contratação do Liverpool, também chegou no clube após passagem pelo Newcastle. Joe Cole e Raul Meireles também foram contratados para ajudarem Leiva no meio de campo. Para a infelicidade do brasileiro e dos torcedores, Fernando Torres e Mascherano haviam saído do time em janelas diferentes na temporada.

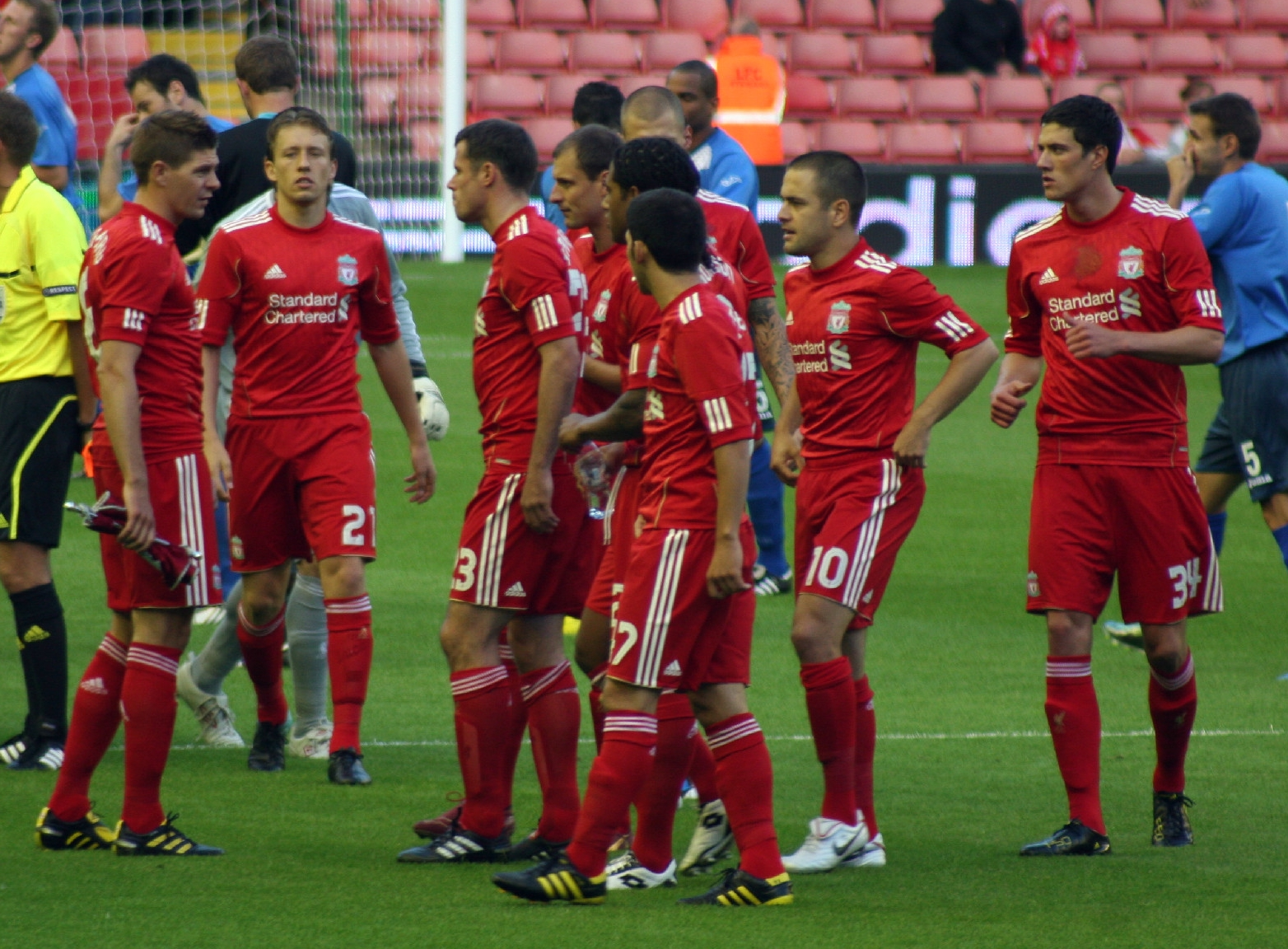
Lucas (de frente para a câmera) prestes a enfrentar o Rabotnicki pela Europa League

A temporada também começou com uma surpresa positiva para o sul-americano. No primeiro jogo dos play-offs da Liga Europa da UEFA, o brasileiro começou a partida como capitão do time em partida contra o Rabotnicki Skopje e viu seu time vencer os macedônios por 2 a 0. Apesar da braçadeira, Lucas não foi mais capitão em momento algum naquela temporada. O clube de Liverpool enfrentaria o Rabotnicki no jogo de volta e o venceria pelo mesmo placar. E repetiu bons jogos contra o turco Trabzonspor vencendo ambas as partidas e garantindo vaga à fase de grupos da Liga Europeia.
Pela Liga Europa da UEFA, o brasileiro estreou fazendo gol na estreia dos reds contra o Steaua Bucareste. Os ingleses venceram por 4 a 1. Essa foi a única participação direta de Leiva naquela edição de Europa League, e seu único gol na temporada. No mais, o sul-americano permaneceu jogando pelo clube até que o sonho do título fosse interrompido pelos portugueses de Braga. O clube de nome homônimo venceu o primeiro jogo por 1 a 0[carece de fontes?] e garantiu um empate simples em 0-0 para passar de fase e eliminar a equipe da Inglaterra.
A campanha do time na Copa da Liga Inglesa não foi memorável. O time enfrentou o Northampton Town na estreia dos reds na competição e foram eliminados pelo time após persistir um empate em 2 a 2. Nos pênaltis, o clube de Liverpool fez quatro gols, mas o adversário fez seis e conseguiu passar de fase. Lucas Leiva não chegou a cobrar para o seu clube.[carece de fontes?]
A FA Cup daquela temporada não reservava um destino diferente. O clube enfrentaria o rival Manchester United logo na estreia da competição. Os Red Devils venceram o jogo por 1 a 0 e passaram de fase.[carece de fontes?]
A temporada irregular do time vermelho persistiu, apesar das boas atuações do brasileiro. A grande contratação Andy Carroll não conseguia se firmar no time, e Fernando Torres havia deixado o Liverpool para assinar com o Chelsea em janeiro de 2011, dando espaço para o clube contratar a promessa uruguaia Luis Suárez por 26,5 milhões de euros. Apesar de ter um centroavante mais interessante no elenco, o clube não conseguiu realizar uma boa temporada na Premier League. Eles ficaram na 6ª colocação ao fim da competição. Lucas leiva participou de 33 jogos e deu duas assistências.[carece de fontes?] Apesar da temporada 2010–11 irregular do time como um todo, para Lucas foi de afirmação, com ele terminando o ano como o maior roubador de bolas do campeonato inglês.
Ao final da temporada, Lucas terminou com 47 jogos, um gol marcado e duas assistências distribuídas.[carece de fontes?]

#### 2011–12

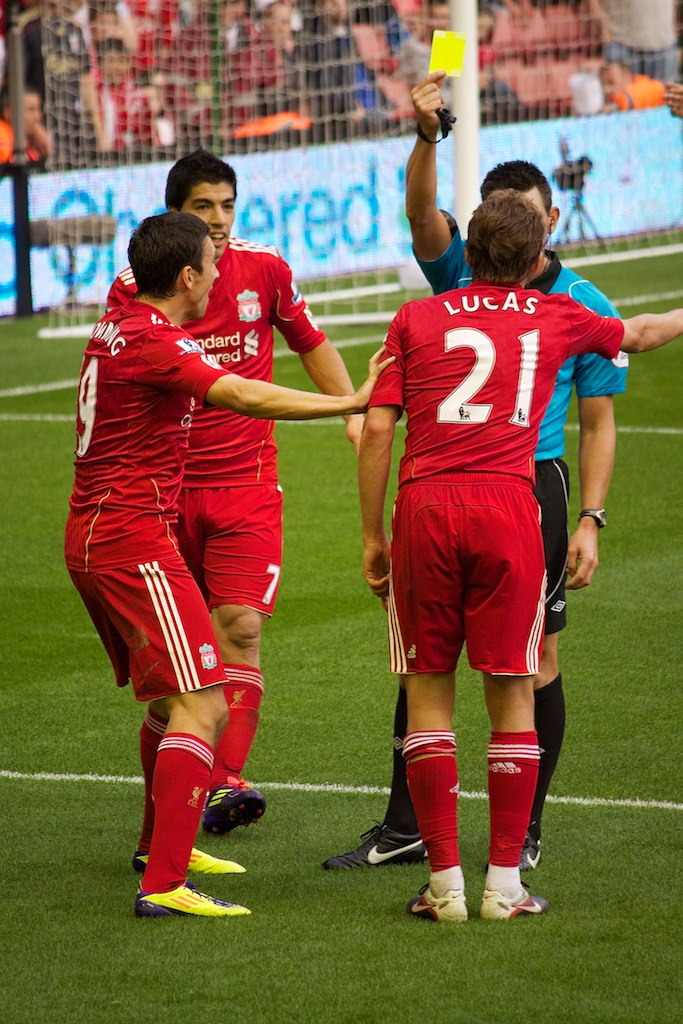
Lucas Leiva recebendo um cartão amarelo em 2011

Quando iniciou a temporada 2011–12, Lucas era cotado como um dos principais jogadores do Liverpool. O time viria a ter uma grande temporada, mas sem o brasileiro. Pois ele sofre uma grave lesão no joelho - ruptura do ligamento cruzado anterior, na partida contra o Chelsea em um choque com Juan Mata. A partida foi válida pelas quartas de final da Copa da Liga Inglesa. Ao fim da partida, os reds foram vencedores da partida.[carece de fontes?] Aquela foi a última partida de Leiva e ele viu o time vencer a competição ainda tratando de sua lesão. O Liverpool venceu o Cardiff nos pênaltis e garantiu o primeiro troféu de Lucas em solo europeu.
O Liverpool, sem Lucas em nenhum jogo, também chegou na final da FA Cup, mas perdeu para o Chelsea por 2 a 1.
Leiva jogou 12 jogos, de 13 possíveis, antes da lesão. Mas sem fazer gols ou dar assistências. Sem Leiva, o clube garantiu a modesta 8ª colocação na Premier League.[carece de fontes?]

#### 2012–13

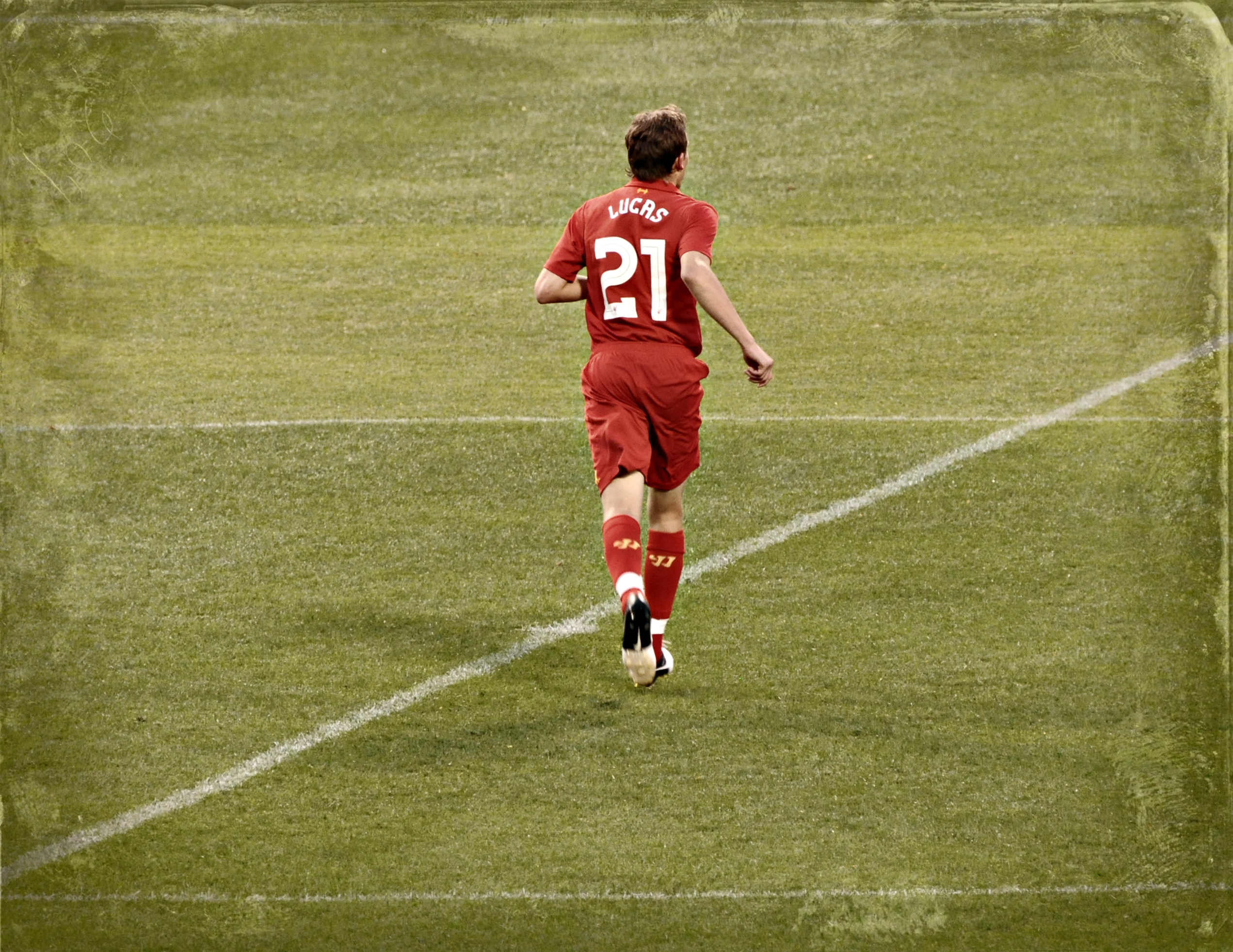
Lucas leiva em campo pelos Reds em 2012

Após se recuperar da grave lesão que sofreu na temporada anterior, Lucas voltou a ser um jogador consistente no plantel do Liverpool na temporada 2012–13 e inclusive voltou a ser convocado para a Seleção Brasileira. Para ganhar ritmo de jogo, Lucas atuou uma vez com o time Sub-21 antes de retornar ao time principal. A partida, que foi válida pela 13ª rodada da Premier League 2, teve como adversário o Middlesbroug Sub-21.
Iniciando a temporada, o Liverpool enfrentou o FK Gomel, da Bielorrússia, e venceu ambos os jogos. Os ingleses ainda viriam a enfrentar o Heart of Midlothian Football Club, da Escócia, e venceram o primeiro jogo, apesar do empate em 0 a 0 no segundo, os Reds ganharam vaga à fase de grupos da Liga Europa da UEFA. Pela competição, Lucas não pôde jogar muitas partidas porque sofreu novamente uma lesão, dessa vez na coxa. Isso o impossibilitou de participar de cerca de dois meses de partidas. O brasileiro estreou na competição no dia 14 de fevereiro de 2013, quando o Liverpool foi derrotado pelo Zenit por 2 a 0.[carece de fontes?] Ele esteve em campo no jogo de volta, e, apesar do clube vencer por 3 a 1, o time russo se garantiu pelo gol fora de casa e se classificou as quartas de final. O gol do time de São Petersburgo foi do brasileiro Hulk.

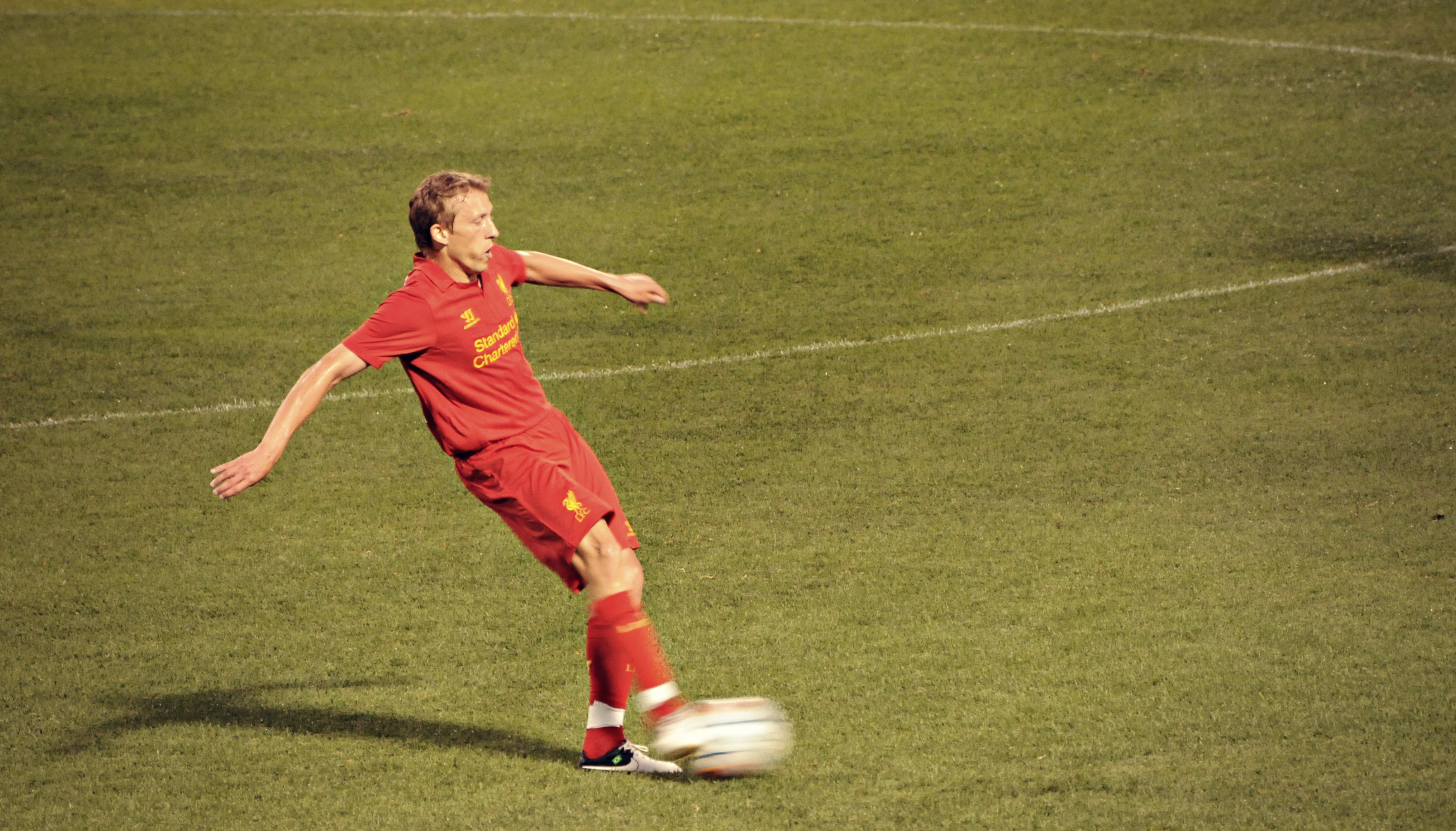
Lucas Leiva preparando um lançamento

A temporada também contou com o brasileiro recebendo outro brasileiro no elenco. Na época, os antigos já haviam saído, sendo ele o único daquela nação. Vindo da Internazionale, o meia Philippe Coutinho assinou com o Liverpool no dia 30 de janeiro de 2013. Lucas, que estava no Liverpool desde 2007, teve o seu contrato renovado no dia 10 de abril.
Por estar lesionado, o volante não pôde jogar nenhum dos dois jogos do Liverpool pela Copa da Liga Inglesa. Além disso, ainda viu seu time ser eliminado nas oitavas de final após perderem para o Swansea.[carece de fontes?]
Lucas estreou pela FA Cup contra o Mansfield Town e ajudou o time a vencer por 2 a 1, jogando os 90 minutos.[carece de fontes?] Ele não entrou em campo na partida seguinte naquela competição por opção do técnico, e viu, do banco de reservas, os Reds serem eliminados diante o Oldham Athletic.[carece de fontes?]
Lucas jogou apenas dois jogos com o Liverpool pela Premier League antes de lesionar. Ele só retornou no dia 1 de dezembro de 2012 e atuou no decorrer dos próximos 24 jogos do clube inglês. Ao fim da competição, Leiva deu uma assistência em 26 jogos. O time ficou em 7º colocado na Premier League.[carece de fontes?]
No final da temporada, Leiva fez 31 jogos e deu uma assistência.[carece de fontes?]

#### 2013–14
Novamente iniciou uma temporada em alta, e na [Premier League Lucas vinha como titular do time até sofrer uma lesão muscular na coxa em partida contra o Aston Villa pela 22ª rodada do campeonato Inglês. Durante seu afastamento, o capitão Steven Gerrard foi recuado para a posição que Lucas vinha atuando, a equipe encaixou e o brasileiro perdeu espaço no restante da temporada.

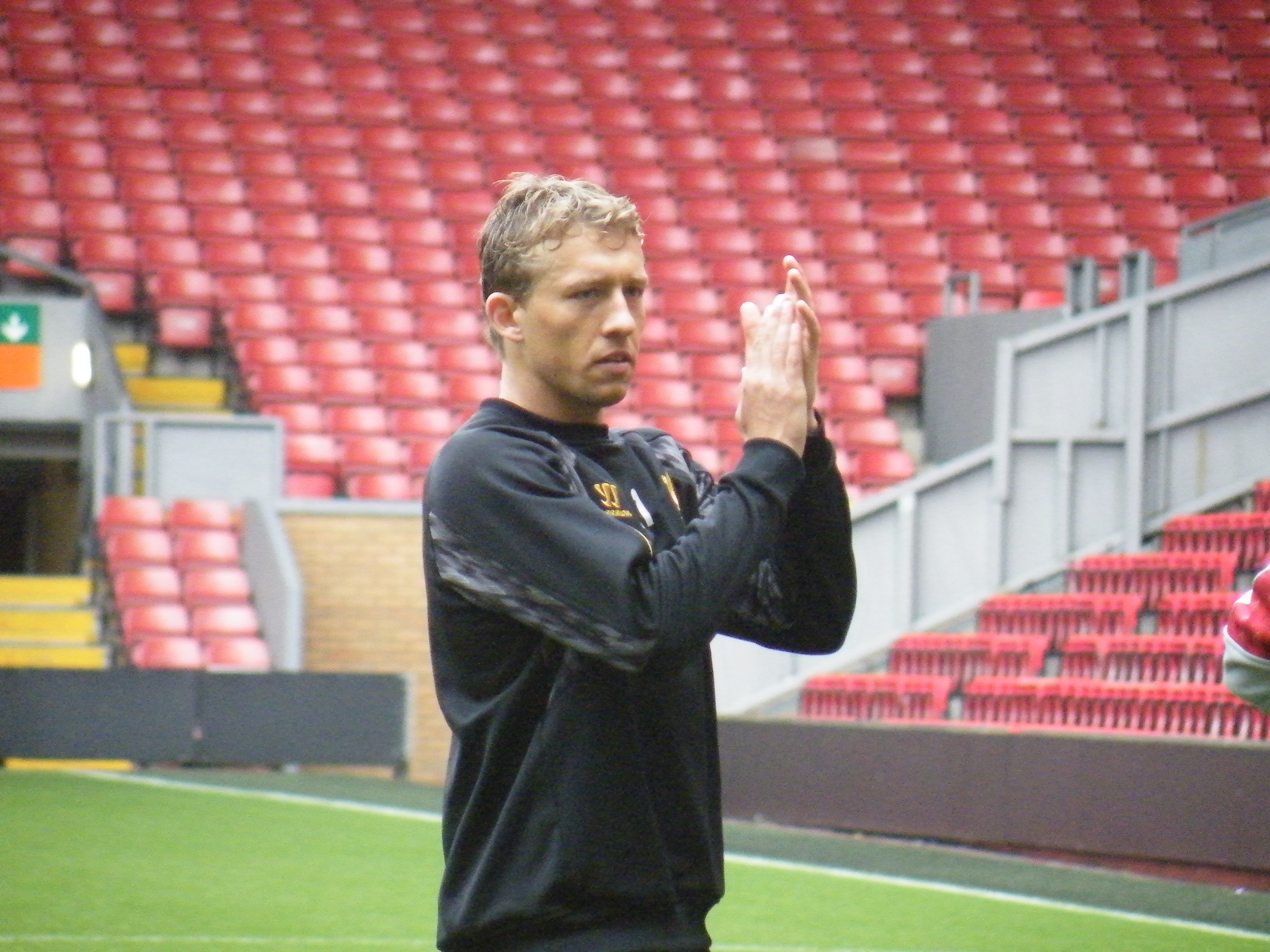
Lucas em treino aberto pelo Liverpool em 2013

Ao fim da competição, o time de Liverpool garantiu a 2ª colocação, e teve a oportunidade de jogar a Champions League da temporada seguinte.[carece de fontes?] O título ficou nas mãos dos reds durante 6 rodadas,[carece de fontes?] mas, no dia 27 de abril de 2014, em partida contra o Chelsea, Steven Gerrard marcou sua carreira após um escorregão que gerou um contra-ataque para o time de José Mourinho. Demba Ba, após a falha do inglês, carregou a bola até conseguir vencer o goleiro Simon Mignolet e abrir o placar para os Blues. O segundo gol foi feito pelo brasileiro Willian após assistência de Fernando Torres que, mesmo com o gol livre, preferiu não chutar e marcar a "Lei do Ex". Após isso, o Manchester City, vice colocado naquele período, conseguiu bons resultados, somados a tropeços do próprio Liverpool, e sagrou-se campeão da Premier League naquela temporada.
Lucas jogou 27 jogos e não participou de gols ou assistências na Liga Inglesa.[carece de fontes?]
Pela FA Cup, Lucas participou da estreia do Liverpool contra o Oldham Athletic. Ele esteve em campo por 45 minutos e viu o time vermelho vencer o jogo por 2 a 0. Leiva não pôde estar presente nos demais dois jogos do clube por conta de sua lesão na coxa. Ele viu, em tratamento, o time ser eliminado diante o Arsenal pela 5ª Eliminatória.
O brasileiro também só jogou um jogo na Copa da Liga Inglesa daquela temporada. Após não ter sido utilizado na primeira rodada contra o Notts County, ele apareceu em clássico contra o Manchester United, mas foi derrotado por 1 a 0.
Para ganhar ritmo de jogo, Leiva esteve em campo uma vez pela Premier League 2. Ele jogou com o time sub-21 do Liverpool (Leiva tinha 27 anos na época) pela 18ª rodada contra o West Ham Sub-21 durante 90 minutos.[carece de fontes?]
Leiva terminou a temporada com 30 jogos, sem gols ou assistências.[carece de fontes?]

#### 2014–15

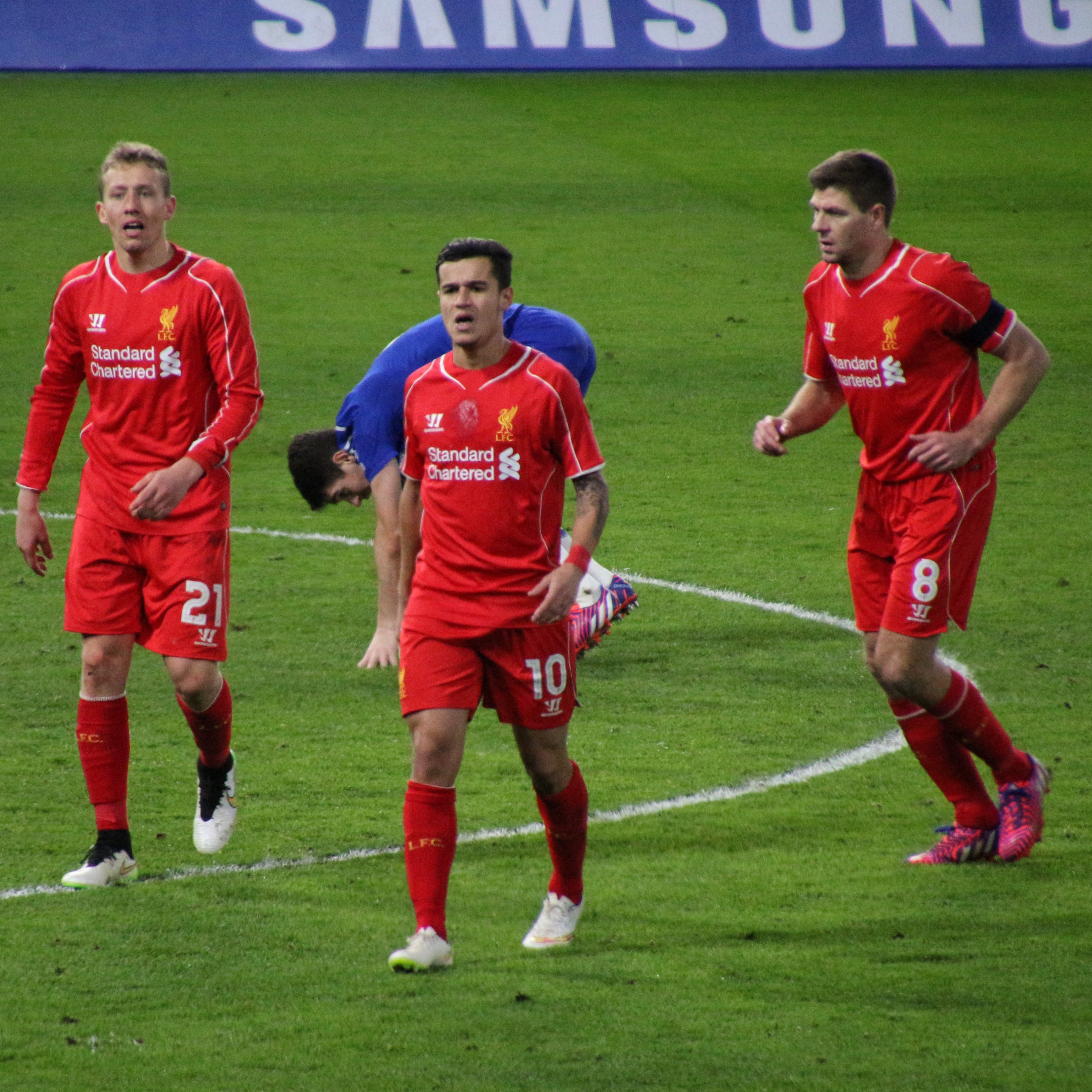
Lucas, Coutinho e Gerrard atuando pelo Liverpool

Em 2014–15, Lucas iniciou a temporada na reserva, mas no decorrer do ano retomou seu espaço com as constantes falhas que o sistema defensivo do Liverpool apresentava quando ele não jogava. Um marco foi a derrota por 3 a 0 para o rival Manchester United em 14 de dezembro, onde Lucas não jogou. A partida foi válida pela 16ª rodada da Premier League. O jogador voltaria a ser utilizado pelo treinador Brendan Rodgers por mais oito jogos seguidos naquela competição, até que o jogador fosse impedido de participar graças a uma lesão na virilha sofrida em clássico contra o Everton. Ele retorna em clássico contra o Arsenal no dia 4 de maio de 2015, o seu clube perdeu por 4 a 1. O brasileiro novamente sente problemas na virilha e deixa de participar de mais três jogos, sendo dois do Campeonato Inglês[carece de fontes?] e só retorna aos gramados em 2 de maio na vitória do seu time contra o Queens Park Rangers por 2 a 1. Com Leiva jogando apenas por um minuto.[carece de fontes?] Ele jogou as três últimas partidas até o fim do campeonato, mas só conseguiu 90 minutos na 38ª rodada, quando seu clube foi goleado pelo Stoke City por 6 a 1. Essa partida também marcou a despedida do ídolo Steven Gerrard dos Reds. Ao fim da competição, Lucas jogou 20 jogos, sem contribuir diretamente com gols ou assistências. O clube ficou em 6º colocado na Premier League e ganhou vaga aos play-offs da Liga Europa da UEFA da temporada seguinte.[carece de fontes?]
Pela Copa da Liga Inglesa, o brasileiro disputou todos os jogos cinco jogos possíveis pelos Reds. A Começar pela dramática classificação do seu clube contra o Middlesbrough na estreia da competição. Os clubes empataram em 1-1 no tempo normal, e continuaram com o placar empatado na prorrogação, agora em 2-2, com direito a gol de pênalti do time de Middlesbrough nos acréscimos.[carece de fontes?] Na sequência, em disputas de pênaltis, Lucas Leiva marcou nas duas cobranças[carece de fontes?] que precisou cobrar, pois aconteceram 30 cobranças. Ao fim, o time de Liverpool se classificou após converter 14 penalidades, enquanto o Boro acertou 13. Na sequência da Copa, o Liverpool só foi derrotado quando enfrentou o Chelsea na semifinal. Eles empataram o primeiro jogo em 1-1, mas conseguiram a classificação na prorrogação após Branislav Ivanović abrir o placar para os londrinos.

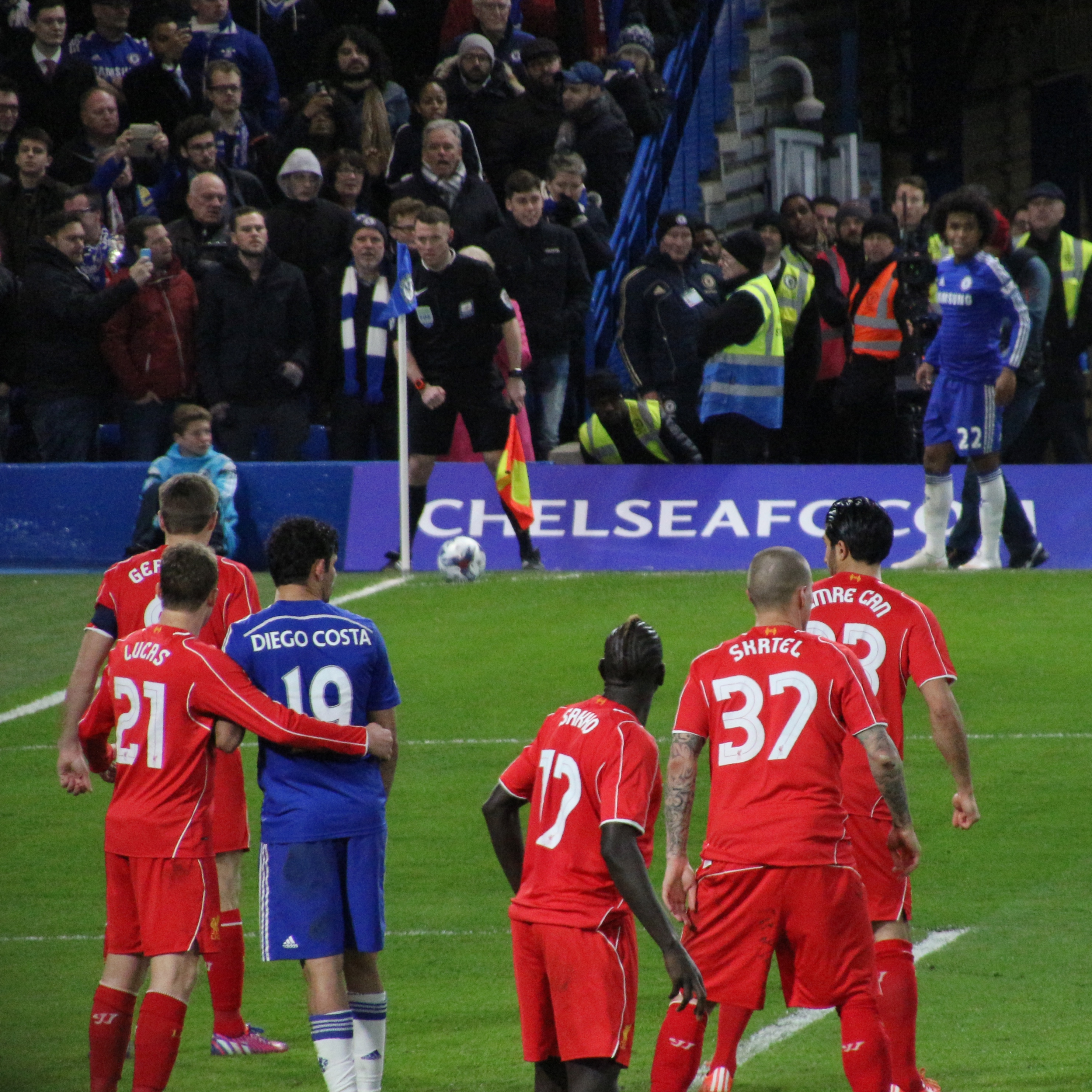
Lucas marcando o atacante Diego Costa pela semifinal da Copa da Liga Inglesa

Lucas retornou aos gramados como titular, após a derrota de 14 de dezembro contra o Manchester United, em partida contra o Wimbledon válida pela 3ª eliminatória da Copa da Inglaterra, seu time venceu o jogo por 2 a 1. Na partida seguinte, houve um empate contra o Bolton Wanderers em 0-0. Lucas não esteve no plantel do jogo de roleplay, vencido pelos reds em 2 a 1, e ficou de fora da 5ª e 6ª Eliminatória graças a primeira lesão que sofreu na virilha contra o Everton. Ele só voltaria a atuar na competição no dia 8 de abril de 2015, no jogo roleplay contra o Blackburn Rovers, atuando por 90 minutos.[carece de fontes?] Após a vitória por 1 a 0, o clube esteve na semifinal contra o Aston Villa. Entretanto, Leiva esteve de fora graças a segunda lesão na virilha que sofreu naquela temporada. Ele viu, de casa, o seu time perder o jogo por 2 a 1.
A temporada na Liga dos Campeões da UEFA não foi prazerosa para o brasileiro. Atuando em 90 minutos em só uma partida, além de ficar de fora de outras duas, o brasileiro viu seu time ganhar somente um jogo na competição e ficar em 3º lugar no grupo B. Ganhando vaga para os 16 avos de final da Europa League.
Por estar lesionado na virilha, Lucas não pôde estar em campo nos dois jogos do time na Liga Europa da UEFA,[carece de fontes?] os ingleses venceram o Beşiktaş no primeiro jogo dos 16 avos de final por 1 a 0, mas foram superados pelos turcos pelo mesmo placar na partida de volta e posteriormente foram eliminados nas cobranças de pênaltis.
No total na temporada, o brasileiro fez 32 jogos, sem gols ou assistências.[carece de fontes?]

#### 2015–16
Sob o comando do treinador alemão Jürgen Klopp Lucas esteve em campo na maior parte dos jogos do time na temporada, inclusive voltando a participar diretamente de gols após duas temporadas em branco. Aconteceu na 27ª rodada do Campeonato Inglês, quando o brasileiro deu uma assistência para o gol de Daniel Sturridge no clássico contra o Everton. Leiva também teve de participar de 6 jogos como zagueiro, após a lesão de alguns jogadores dessa posição na temporada.[carece de fontes?]
Leiva recebera também a presença de outro brasileiro no elenco. Chegava no clube Roberto Firmino, além de James Milner e Christian Benteke, a segunda contratação mais cara da história do Liverpool na época. Nathaniel Clyne, Ádám Bogdán e Danny Ings também chegaram no clube vermelho.
Começando a temporada pela Premier League, o brasileiro não esteve em campo nas duas primeiras rodadas por opção do técnico alemão, mas retornou na terceira em empate com o Arsenal por 0 a 0. Leiva jogou mais 10 jogos seguidos até não ser relacionado novamente. O brasileiro oscilou entre banco e time titular por algumas vezes até sofrer uma lesão na coxa. Ele retorna na vitória do time contra o Stoke City por 4 a 1 na 33ª rodada após ter ficado cinco jogos fora. No jogo seguinte, Leiva apareceu não só como capitão do time, mas também cumprindo a função de zagueiro, e viu seu time vencer o Bournemouth por 2 a 1 no Vitality Stadium. Na última rodada do campeonato, contra o West Bromwich Albion, o sul-americano retornou a posição de defensor, bem como teve a braçadeira no corpo naquela partida de empate em 1-1 em The Hawthorns, encerrando a participação dos Reds em 8º colocado na Liga.[carece de fontes?]
Pela Copa da Liga Inglesa, jogou cinco de seis jogos possíveis. Contribuindo com sua liderança no plantel, pois chegou a ser capitão do time contra o Southampton na goleada de 6 a 1 nas quartas de final, e tática para levar o time vermelho à final da competição contra o Manchester City. Os reds tiveram um dramático jogo final empatado no tempo normal em 1 a 1 com apenas brasileiros marcando. Coutinho para o Liverpool e Fernandinho para os Sky Blues. Porém, nas penalidades, Leiva não conseguiu fazer um gol e lesionou-se na batida defendida pelo goleiro Wilfredo Caballero. Ao fim das cobranças, o time azul de Manchester sagrou-se campeão após 4-2 nas penalidades. Lucas deixou a competição com 5 jogos sem gols ou assistências.[carece de fontes?]
Na Copa da Inglaterra, Lucas não esteve em campo por opção do técnico nas três primeiras partidas. Ele só atuou na partida de roleplay contra o West Ham, quando começou a partida de zagueiro e capitão.[carece de fontes?] Infelizmente, seu clube foi eliminado na prorrogação após uma vitória dos Hammers por 2 a 1.
Pela Liga Europa da UEFA de 2015–16, o clube inglês conseguiu ir longe. Lucas ficou de fora da maioria dos jogos, incluindo a final contra o Sevilla, onde foi suplente. Do banco de reservas, ele viu o time começar ganhando o jogo com gol de Daniel Sturridge, mas contemplou Kevin Gameiro e Coke desempatarem a partida e garantirem o tricampeonato do time espanhol.

#### 2016–17

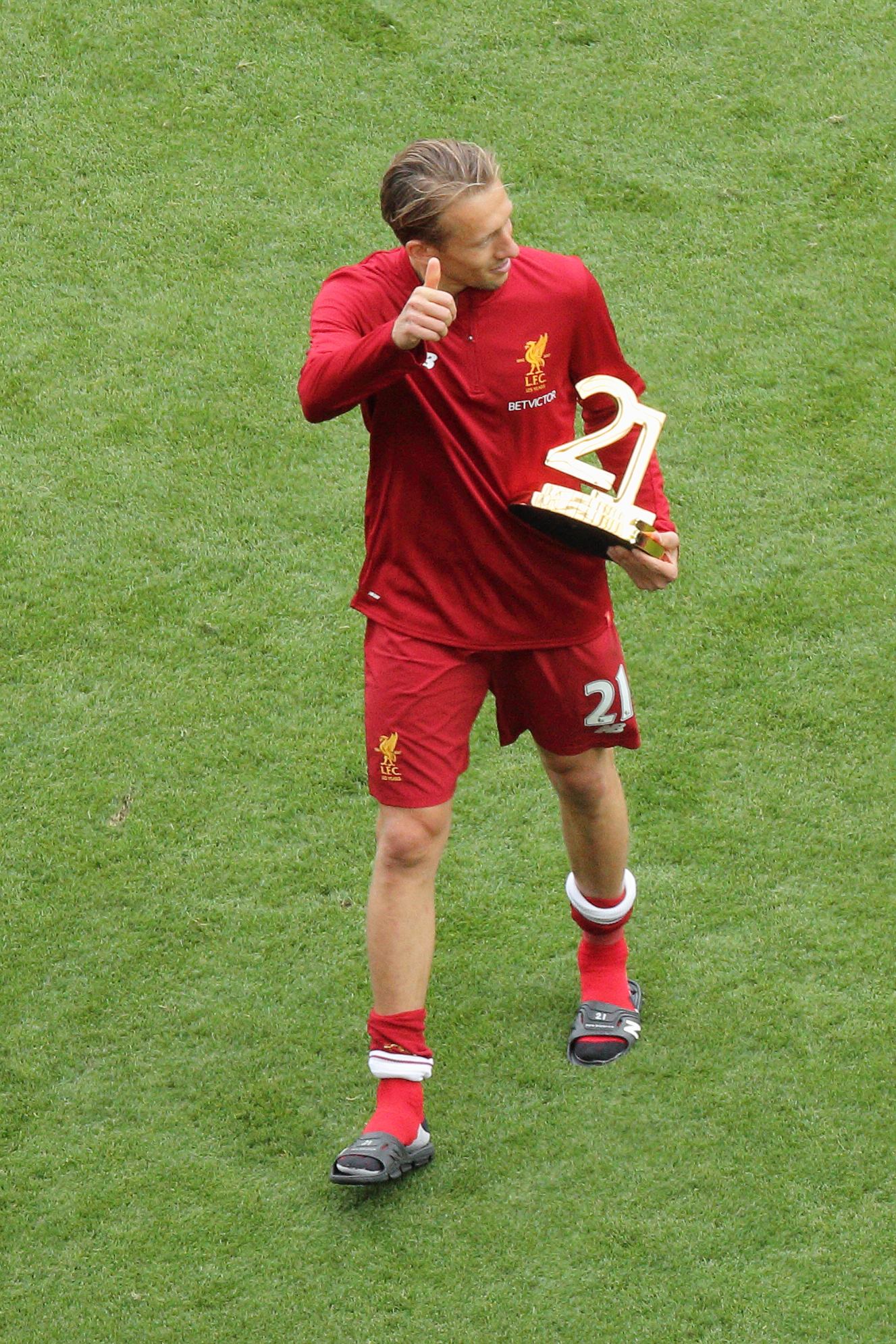
Lucas Leiva em 2017

Como estava lesionado por conta do pênalti batido na final da Copa da Liga Inglesa na temporada anterior, Leiva não participou dos três primeiros jogos do Liverpool na Premier League, na verdade, mesmo com 29 anos na época, o brasileiro foi mandado ao Liverpool Sub-23 novamente para ganhar ritmo de jogo. Ele atuou novamente pela Premier League 2 e atuou por 45 minutos contra o Arsenal Sub-23, na vitória dos Reds sob os Gunners por 2 a 1. Nesse jogo, Lucas jogou com o futuro lateral direito do clube Trent Alexander-Arnold. Nessa partida, ele também enfrentou, no time adversário, jogadores como Chuba Akpom, Ainsley Maitland-Niles e, o capitão do time na ocasião, Ismaël Bennacer.[carece de fontes?]
Leiva também recebeu no elenco futuros memoráveis jogadores como Sadio Mané, Georginio Wijnaldum e Joël Matip. Loris Karius também chegava ao elenco após brilhar na Bundesliga de 2015–16 com a camisa do Mainz 05, Ragnar Klavan também chegou após aval da diretoria.
Recuperado de lesão, e agora atuando como zagueiro novamente, Leiva retorna ao time jogando 90 minutos contra o atual campeão da Premier League na época, o Leicester City. Os Reds golearam por 4 a 1. Leiva continuou a temporada alternando muitas vezes entre time titular e reserva chegando a ser suplente não utilizado durante 11 rodadas ao todo naquela competição. Ao todo, o brasileiro esteve em campo por 24 partidas, e deu três assistências. O seu time terminou o campeonato em 4º colocado, garantindo-se nos plays-offs da Champions League da temporada seguinte.[carece de fontes?]
Sua última partida com a camisa do Liverpool ocorreu no dia 21 de maio de 2017, em jogo válido pela 38ª rodada da Premier League. Leiva entrou em campo aos 79 minutos, quando a partida já estava liquidada em 3-0 para os Reds, e jogou por 11 minutos até que fosse dado o apito final.[carece de fontes?] Ele sabia que aquela era sua última partida com o clube inglês e deu um depoimento emocionado agradecendo ao carinho da torcida ao longo de seus 10 anos como jogador do Liverpool.

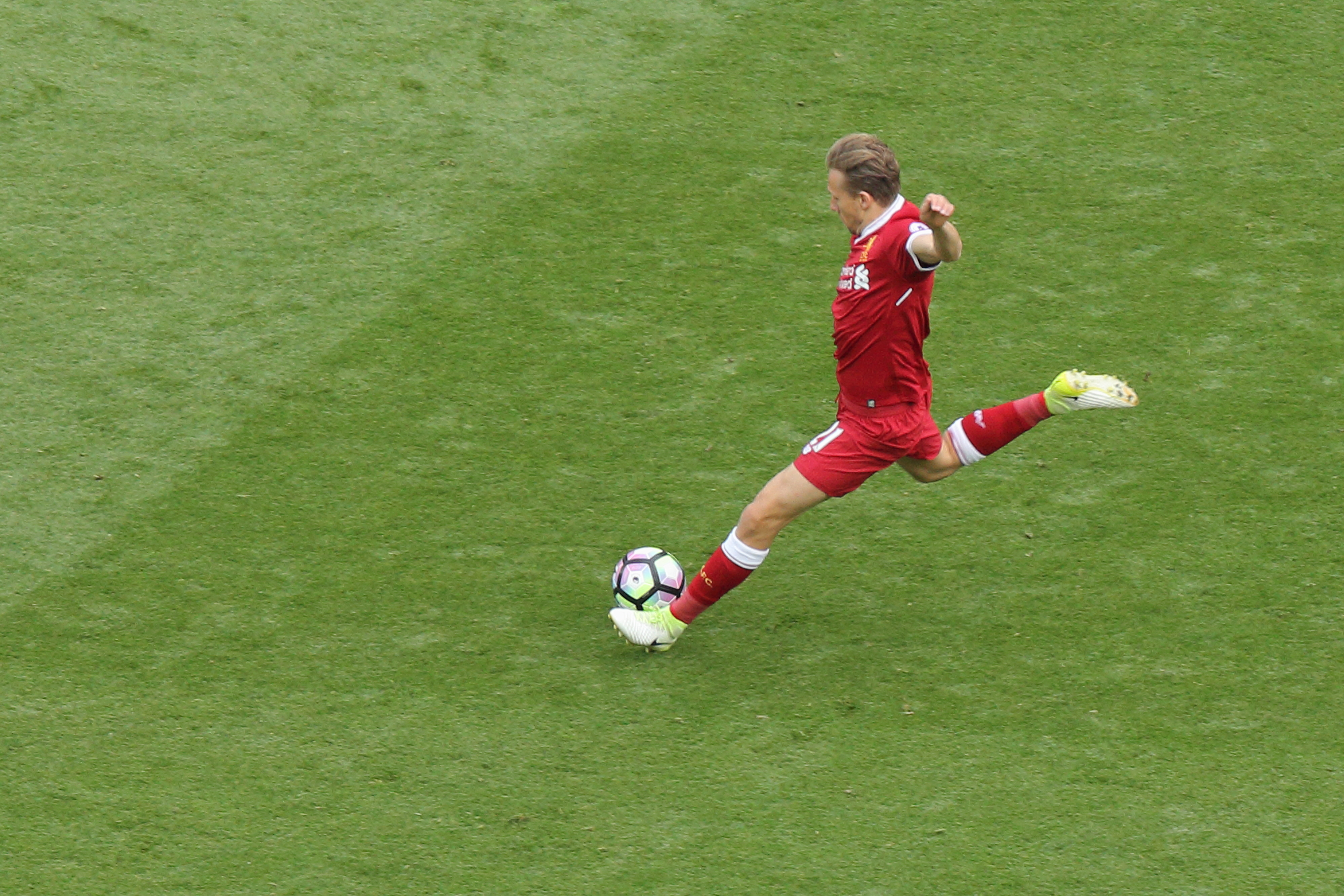
Lucas no dia 21 de maio de 2017, em uma partida contra o Middlesbrough

| “ | Foram 10 anos incríveis, todos nós sabemos que foi um pouco como uma montanha-russa: muitos altos e baixos. Mas tenho muito orgulho de vestir esta camisa todos os dias da minha vida. Este clube me tornou melhor como pessoa, como jogador, tenho dois filhos nascidos em Liverpool. Não tenho um momento específico que diria que foi um destaque, acho que esses 10 anos foram muito bons. Tantos bons momentos e, claro, o apoio que tenho recebido é incrível. | ” |
|   | |   |

Suas assistências aconteceram, em maioria, para outros jogadores brasileiros. Contra o Everton, ele serviu Coutinho, contra o West Brom, ele deu uma assistência para o único gol do jogo feito por Roberto Firmino. Seu único passe, na Liga, que não foi resultado de um gol brasileiro aconteceu na 35ª rodada, quando o Emre Can finalizou para dentro do gol após receber a bola do sul-americano. A partida terminou 1 a 0 contra o Watford.[carece de fontes?]
O capitão Lucas Leiva participou de todos os três jogos do Liverpool na Copa da Inglaterra como capitão do clube. Ele estreou no empate contra o Plymouth Argyle em 0 a 0 e participou diretamente da vitória do time no roleplay ao fazer o gol da vitória de 1 a 0. Infelizmente o sonho do título foi cancelado quando eles enfrentaram o Wolverhampton Wanderers que os venceram por 2 a 1. Curiosamente, essa foi a única partida, naquela competição, que o sul-americano jogou como volante. As demais ele foi zagueiro.[carece de fontes?]
Atuando em quatro de seis partidas na Copa da Liga Inglesa, o brasileiro foi capitão em dois jogos; em ambos ele jogou de zagueiro. Sua última partida foi no dia 11 de janeiro de 2017, quando o time empatou com o Southampton, tendo de jogar um roleplay para buscar a classificação para a final do torneio. Infelizmente, Leiva viu do banco de reservas o time ser eliminado após derrota de 1 a 0.[carece de fontes?]
Sua saída do clube ao final da temporada 2016–17 rendeu diversas homenagens do clube e de colegas de equipe. Ele concluiu sua temporada com 32 jogos, um gol e três assistências.[carece de fontes?]

### Lazio

#### 2017–18

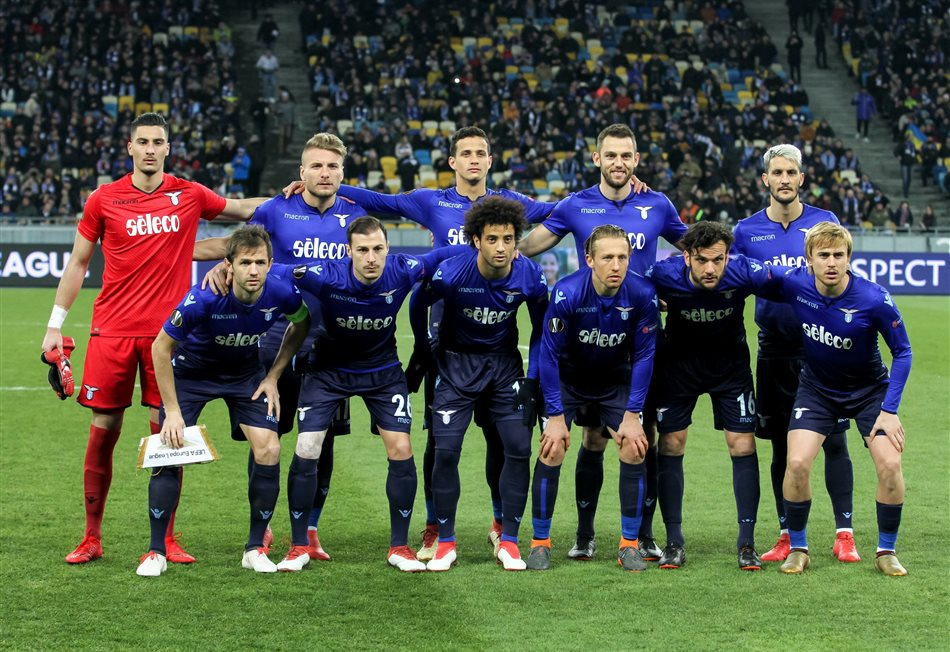
Lucas com o elenco da Lazio para a temporada 2017–18. No time, além do craque italiano Ciro Immobile, Leiva contava com o compatriota Felipe Anderson.

Em 18 de julho de 2017, após 10 anos atuando pelo Liverpool, Lucas foi anunciado como novo reforço da Lazio, chegando ao clube para substituir o capitão Lucas Biglia. Sua transação envolveu 5 milhões de libras, e o brasileiro recebeu a camisa número 6 na equipe italiana.
A temporada para o brasileiro começou muito positiva. Ele estreou com a camisa do time de Roma no dia 13 de agosto de 2017, na final da Supercopa da Itália de 2017 contra a Juventus de Paulo Dybala, Gonzalo Higuaín e Gianluigi Buffon.[carece de fontes?] A partida foi muito acirrada, mas terminou com a vitória do time de Lucas por 3-2. Esse foi o seu segundo título na Europa, e o primeiro em que ele tenha participado da final.
Na sequência da temporada em solo italiano, o brasileiro não pôde jogar o primeiro jogo do Campeonato Italiano de Futebol - Série A (2017–18) por conta de uma fadiga muscular. Mas retornou na partida seguinte contra o Chievo Verona, participando por 60 minutos na primeira vitória da Lazio no campeonato. Coincidentemente, na partida 21, contra o mesmo adversário, Leiva faz sua primeira participação em gol com a camisa do time italiano. Na goleada por 5 a 1, o volante aplicou um passe para o sérvio Sergej Milinković-Savić ampliar o placar para 3-1 naquele momento.[carece de fontes?]
O primeiro gol do sul-americano só aconteceria na 29ª rodada, quando o time romano enfrentou o Bologna. Aos 16 minutos, ele abre o placar fazendo o último gol daquela partida que terminou empatada em 1-1. Na partida seguinte, contra o Benevento Calcio, o brasileiro novamente balançou as redes na goleada por 6-2 no Estádio Olímpico de Roma. Leiva marcou o 5 gol da Lazio. Ao final da competição, Lucas contribuiu com 36 jogos, 2 gols e 1 assistência. O time, no entanto, garantiu vaga à Europa League ficando em 5º colocado na tabela final do campeonato.[carece de fontes?]

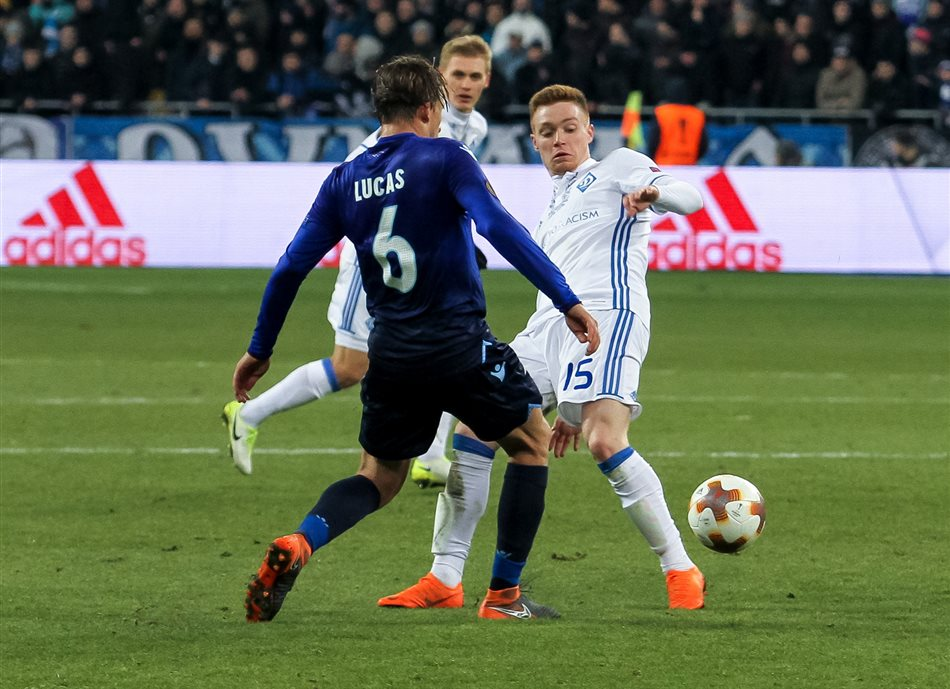
Lucas Leiva disputando uma bola com Viktor Tsyhankov em jogo válido pelas oitavas de final da UEFA Europa League.

Pela Copa da Itália, o brasileiro ajudou seu time a ir longe. Estreando na competição, Leiva deu seu cartão de visitas dando 2 assistências no mesmo jogo contra o Associazione Sportiva Cittadella válido pelas oitavas de final da competição, sendo a primeira assistência para seu compatriota Felipe Anderson, e a segunda para o artilheiro Ciro Immobile. O placar foi de 4-2 para os romanos que passaram para as quartas de final.[carece de fontes?] Apesar de não contribuir mais com gols ou assistências, Leiva esteve em campo por 90 minutos em todos os jogos, participando até por 120 minutos quando, no jogo de volta da semifinal contra o Milan, jogou a prorrogação. Para sua infelicidade, o time de Milão classificou-se a final ao derrotarem, nos pênaltis, a Lazio. Nas penalidades, nem Lucas e nem o outro brasileiro do elenco, Luiz Felipe, acertaram suas cobranças, apenas Felipe Anderson acertou as redes.[carece de fontes?]
Pela Liga Europa da UEFA de 2017–18, Lucas não foi utilizado nas duas primeiras partidas contra, respectivamente, Vitesse e SV Zulte-Waregem, mas retornou ao time quando atuou contra o Nice por 16 minutos. Uma de suas principais partidas na competição aconteceu ainda na Fase de Grupos quando enfrentou o Zulte-Waregem da Bélgica e marcou um gol e deu uma assistência. Infelizmente, mesmo com os esforços do brasileiro, o time italiano perdeu de 3 a 2.[carece de fontes?] A Lazio classificou-se e jogou a fase de 16 avos contra o Steaua Bucareste, onde perdeu o primeiro jogo por 1-0, contudo reverteu o placar em 5 a 1 no jogo de volta.[carece de fontes?]

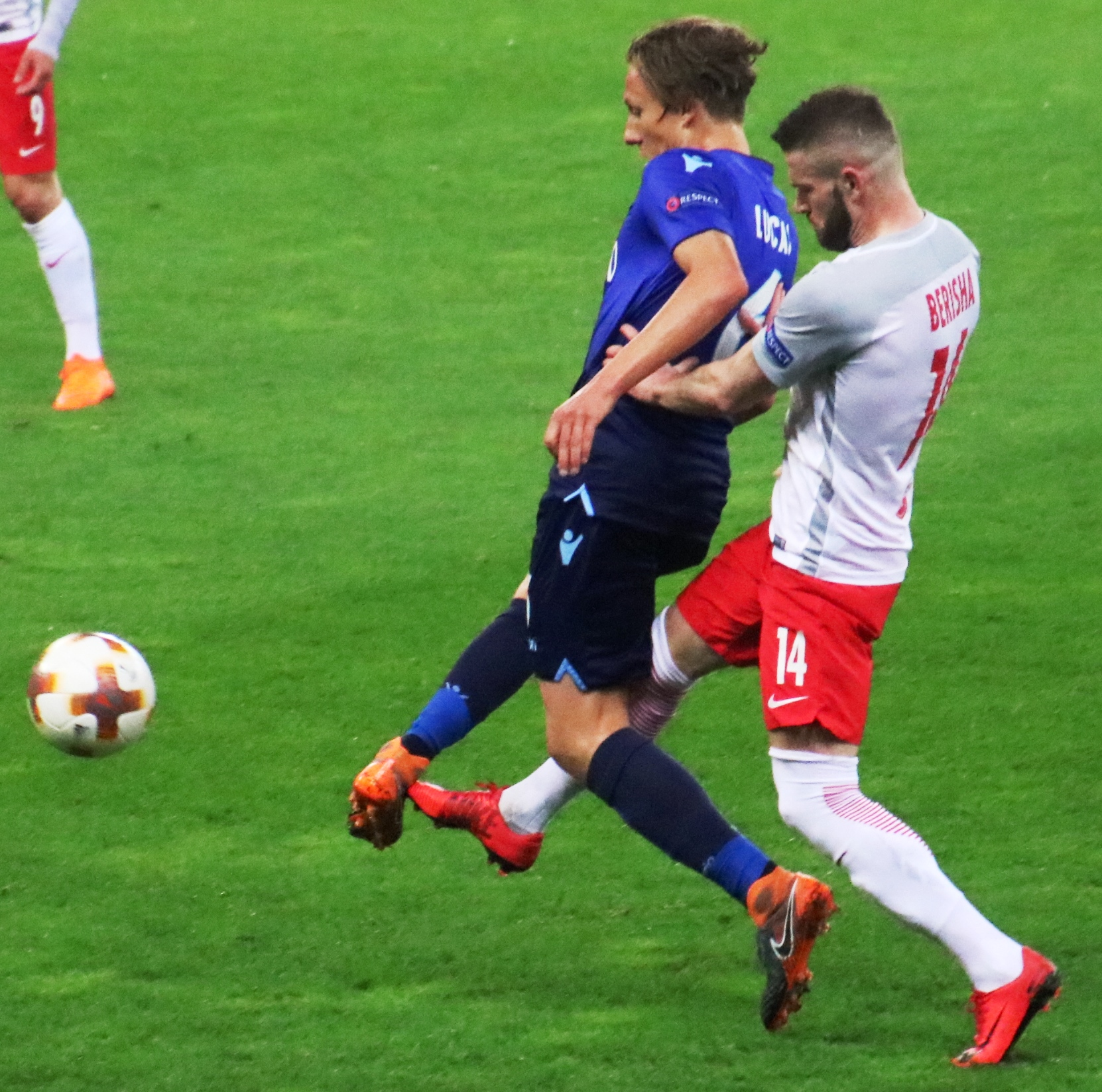
Lucas e Valon Berisha num jogo de volta das quartas de final da Europa League

Ainda pela competição da UEFA, a Lazio encontrou o Dynamo Kiev nas oitavas de final e obtiveram um empate em 2 a 2 jogando na Ucrânia.[carece de fontes?] Apenas para vencerem os ucranianos na partida de volta por 2 a 0. E Lucas foi o jogador responsável por abrir o placar naquela ocasião.[carece de fontes?] Mas o sonho do título teve de ser adiado após enfrentarem o Red Bull Salzburg nas quartas de final. O primeiro jogo foi muito positivo para o time da Itália, porque venceram os austríacos por uma goleada de 4-2 acabando com a invencibilidade do time de Salzburgo No último gol do jogo, feito por Ciro Immobile, foi Lucas Leiva quem deu a assistência.[carece de fontes?]
Porém, apesar da vantagem, quando o jogo aconteceu na Hungria, o time da Red Bull conseguiu reverter a goleada aplicando quatro gols nos italianos que só conseguiram fazer um. Assim terminava a campanha da Lazio na competição. Bem como a participação do brasileiro na Europa League. Ele disputou nove partidas, marcou dois gols e deu duas assistências.[carece de fontes?]
Ao final da temporada, Lucas fez 50 jogos. Deu cinco assistências e marcou quatro gols.[carece de fontes?]

#### 2018–19
Lucas começou sua segunda temporada pelo clube vendo as contratações que os italianos haviam feito. Eles haviam vendido o brasileiro Felipe Anderson para o West Ham, e esse havia sido a contratação mais cara da história do clube inglês. E também viu o zagueiro do clube, Stefan de Vrij, deixar o time para assinar com a Inter de Milão. Movimentando-se no mercado, o time de Lácio trouxe Joaquín Correa, Francesco Acerbi, Valon Berisha e Riza Durmisi na intenção que eles somassem algo ao elenco.
Pelo Campeonato Italiano de Futebol - Série A (2018–19), o brasileiro estrou só na 2ª rodada por estar cumprindo suspensão por cartões amarelos que obteve na temporada passada. Pouco antes do fim do primeiro turno, Lucas não pôde jogar as partidas 10 e 11 por conta de lesão no adutor, ele retornou para a 12ª rodada, mas logo na 13ª já esteve indisponível por conta de queixas na mesma região. Pouco depois de retornar, Leiva participou do primeiro gol na competição. Garantindo um empate em 1-1 contra o Torino Football Club, Leiva deu uma assistência para  Sergej Milinković-Savić aos 62 minutos. No fim da temporada, a Lazio garantiria a 8ª colocação. Essa posição não dava vaga para competições europeias, mas o time de Roma conseguiu classificar-se à Europa League graças ao seu resultado final na Copa da Itália daquela temporada. Leiva concluiu a competição com 27 jogos e 2 assistências.[carece de fontes?]
Pela Copa da Itália, Lucas conseguiu garantir-se em competições europeias. Ele estreou na competição, juntamente com seu time, contra o Novara Calcio. O clube do brasileiro venceu o adversário por 4 a 1.[carece de fontes?] O jogo seguinte foi mais dramático, pois aconteceu um empate contra a Inter de Milão em 1 a 1, com direito a Mauro Icardi empatando a partida nos acréscimos da prorrogação. Nas disputas de pênaltis, Lucas Leiva foi o responsável por marcar o gol final. Com isso, aquele gol classificou o clube para as semifinais da competição.[carece de fontes?]
Enfrentando novamente o clube Milan, os romanos fizeram um empate sem gols contra eles no San Siro,[carece de fontes?] mas, jogando em Roma, o time da casa fez valer o apoio de sua torcida e conseguiu se classificar com o placar de 1 a 0. Na final, os romanos enfrentaram a sensação Atalanta Bergamasca Calcio (de Papu Gómez, Josip Iličić, Marten de Roon e Roger Ibañez[carece de fontes?]) e conseguiram vencer com um placar de 2-0. O primeiro gol, de Sergej Milinković-Savić, recebeu assistência do brasileiro. O volante terminou a Copa com cinco jogos e uma assistência.[carece de fontes?]
Pela Liga Europa da UEFA de 2018–19, Lucas sofreu com as lesões no adutor que o deixaram de fora de três partidas. Mas ele conseguiu disputar outras 4, incluindo o primeiro jogo da fase de 16 avos contra o Sevilla, em derrota por 1-0.[carece de fontes?] Ele não participou do jogo de volta por opção do técnico Simone Inzaghi e viu, do banco, seu time ser eliminado após perderem para os espanhóis por 2-0. Leiva terminou a Liga Europa com quatro jogos disputados e uma assistência distribuída.[carece de fontes?]
Ao fim da temporada, o brasileiro deu quatro assistências em 36 jogos.[carece de fontes?]

#### 2019–20
Pela Supercopa da Itália de 2019, jogada em dezembro de 2019, Lucas Leiva esteve em campo para o jogo único contra a Juventus. Atuando por 64 minutos, o brasileiro conseguiu garantir o terceiro título consecutivo na carreira após os romanos derrotarem a Velha Senhora por 3 a 1.
Na Copa da Itália, o time de Lucas não teve a mesma sorte. Pelas oitavas de final, o brasileiro não pôde atuar, pois estava suspenso por cartões vermelhos.[carece de fontes?] Apesar disso, seu time conseguiu a vitória por um placar de 4-0 sobre o Cremonese. Nas quartas de final, Leiva esteve disponível e jogou por apenas 25 minutos contra a Napoli, o sul-americano insultou o juiz do jogo, após o cartão amarelo que havia recebido por conta de uma falta, e recebeu um cartão vermelho na sequência.[carece de fontes?] Desfalcado, o time de Lácio não pôde fazer nenhum gol no time de Nápoles, e a partida terminou 1 a 0 para os li azzurri. Leiva terminou a competição com apenas 1 jogo sem gols ou assistências.[carece de fontes?]
Ainda em competições italianas, Leiva esteve em campo por 25 vezes pela Serie A. A temporada foi um pouco irregular para o brasileiro que foi expulso na 7ª rodada contra o Bologna[carece de fontes?] e perdeu mais quatro jogos, sendo um deles por conta de cartões amarelos acumulados pela competição.[carece de fontes?] Outro momento atrapalhou sua temporada, na metade da Liga, o sul-americano precisou passar por uma cirurgia no joelho e isso o retirou de três partidas pelo Campeonato Italiano. Ele precisou fazer o tratamento em meio a Pandemia de COVID-19 na Itália.
Após estar apto para jogar, isto é, na 30ª rodada, o volante participou somente de mais três jogos, até que um problema no joelho o retirasse do restante da temporada pela Liga. Ao fim da temporada na competição, o brasileiro jogou 25 jogos e deu uma assistência. O time conseguiu a 4ª colocação na Serie A e garantiu-se na Champions League da temporada seguinte.[carece de fontes?]
Na Liga Europa da UEFA, Lucas atuou em quatro rodadas, ficando de fora de três por opção do treinador. Infelizmente, em todas as partidas que disputou, o time da Itália saiu derrotado por 2 a 1. A campanha ruim da Lazio fez com que ela não conseguisse se classificar para a fase eliminatória e caísse ainda na Fase de Grupos em 3º colocado.[carece de fontes?]
Ao final da temporada, o volante realizou 30 jogos e deu apenas uma assistência.[carece de fontes?]

#### 2020–21
A temporada de Lucas começou de maneira irregular. A começar que o brasileiro demorou 8 rodadas para disputar uma partida por 90 minutos, e ainda precisou cumprir quarentena após contrair COVID-19 pouco antes de enfrentar a Juventus na 7ª rodada da Serie A 2020-21. Retornando na rodada 8, o brasileiro esteve em campo até a rodada 11. Na 12ª ele esteve indisponível por conta de problemas musculares, só retornou aos gramados na 15ª rodada, mas não pôde fazer o mesmo na partida seguinte, pois foi suspenso graças ao cartão amarelo que recebeu no jogo anterior. Ao fim da temporada naquela competição, Leiva concluiu sua passagem com 32 jogos. O time de Lácio garantiu a 6ª colocação no campeonato, e ficou com vaga à Europa League da temporada seguinte.[carece de fontes?]
Leiva não pôde jogar nenhum dos dois jogos da Lazio na Copa da Itália, pois estava cumprindo suspensão por conta de cartões vermelhos.[carece de fontes?] O time de Roma foi eliminado quando perdeu para o Atalanta de 3 a 2.
Apesar de ter estreado no time titular contra o Borussia Dortmund, Lucas não pôde participar da 2ª e 3ª partida da Fase de Grupos da Liga dos Campeões da UEFA de 2020–21 graças a quarentena.[carece de fontes?] Ao retornar, em partida contra o Zenit, o brasileiro contribuiu com uma assistência para Ciro Immobile, o Chuteira de Ouro (UEFA) na época, abrir o placar para o time da Itália ainda aos 3 minutos de jogo.[carece de fontes?] A partida terminou 3 a 1 para o time de Lucas.
O time de Lácio classificou-se às oitavas de final e enfrentou o Bayern de Munique. No primeiro jogo, que aconteceu na Itália, o time da Baviera aplicou uma goleada de 4 a 1 e esse foi o último jogo de Lucas na competição. Na partida de volta, o time alemão venceu novamente por 2 a 1 e classificou-se às quartas de final. o sul-americano terminou a competição com cinco jogos e uma assistência.[carece de fontes?]
No final da temporada pelo time italiano, o sul-mato-grossense fez 37 jogos e deu uma assistência.[carece de fontes?]

#### 2021–22
Esta seria sua última temporada na Europa. O brasileiro estreou ainda na 1ª rodada da Serie A em vitória contra o Empoli Football Club. E segui a temporada naquela edição de Campeonato ficando de fora de apenas três jogos, sendo duas vezes por opção do técnico e uma vez por suspensão graças aos cartões amarelos. Ele ainda contribuiu com uma assistência em goleada contra o Genoa. Ele deu um passe para Adam Marušić abrir o placar no Estádio Luigi Ferraris. Ao fim da competição, o sul-americano jogou 35 jogos e deu 1 assistência.[carece de fontes?]
Sua última partida aconteceu no dia 21 de maio de 2022, quando o clube empatou com o Hellas Verona em 3 a 3 pela 38ª rodada da Serie A.[carece de fontes?] Por meio de seu Instagram, o brasileiro agradeceu ao apoio e carinho da direção do clube e dos torcedores.
| “ | Hoje foi minha última partida com essa camisa, que suei e honrei por 198 partidas. Conquistamos 3 títulos juntos. 5 anos maravilhosos. Quero agradecer à minha família por estar sempre presente e pronta para me dar a tranquilidade necessária, para que eu possa me dedicar ao meu trabalho e à minha paixão da melhor maneira possível. Quero dizer OBRIGADO aos meus companheiros de batalha por terem me recebido de uma forma única desde o primeiro dia. Obrigado a todos os gestores, funcionários e colaboradores que sempre dão o seu melhor para nos ajudar. Obrigado ao Sr. Inzaghi pela confiança que me deu em um momento muito delicado da minha carreira, com você consegui ter meus melhores anos como profissional. | ” |

Pela Copa da Itália, o brasileiro esteve em campo nas duas partidas do time.[carece de fontes?] Ele viu a equipe ser eliminada após perder para o Milan nas quartas de final por 4 a 0.
Pela Liga Europa da UEFA, Lucas participou de todos os oito jogos.[carece de fontes?] Mas viu o seu clube ser eliminado diante o Futebol Clube do Porto após perderem a primeira partida de 2 a 1 e empatarem o segundo por 2 a 2. A partida aconteceu pelos 16 avos de final da Liga Europa.
Na sua última temporada pelo time italiano, o brasileiro fez 45 jogos e deu uma assistência.[carece de fontes?]

### Retorno ao Grêmio
Em 19 de junho de 2022, o volante aceitou a proposta oferecida pelo clube de um ano e meio de contrato. Com o acerto, Lucas ficou disponível para o treinador Roger Machado a partir da abertura da janela de transferências em 18 de julho.
Depois de um início conturbado, e de até mesmo ser questionado por parte da torcida gremista por suas atuações, Lucas Leiva marcou seu primeiro gol no retorno ao Grêmio em 20 de setembro de 2022, dia da Revolução Farroupilha, na vitória por 3 a 0 contra o Sport. Leiva não pôde jogar o jogo posterior, contra o Sampaio Corrêa, pois estava suspenso graças aos cartões amarelos recebidos, mas retornou contra o CSA e marcou o primeiro gol da vitória por 2-0 do time gaúcho.[carece de fontes?] duas partidas depois, enfrentando o Náutico, Lucas faz um dos três gols do time gaúcho na vitória por 3 a 0. No fim da competição, o jogador fez parte do elenco que conseguiu o acesso em 2º colocado naquela temporada da Série B. Aquela foi considerada uma das Série B mais difíceis de todas, pois haviam grandes equipes do cenário nacional como o Cruzeiro (em seu primeiro ano de SAF,) Bahia, Vasco da Gama, Sport, além do próprio Grêmio.
Ao final da temporada, o jogador somou 17 partidas e três gols marcados.[carece de fontes?]

### Aposentadoria
No dia 17 de março de 2023, aos 36 anos, Lucas anunciou o fim da carreira como jogador de futebol em entrevista coletiva no auditória do Arena. Ele foi diagnosticado com uma alteração cardíaca durante exames de rotina. Após ficar três meses longe dos treinos, ele repetiu uma bateria de exames para verificar se havia alguma alteração. Como isso não ocorreu, decidiu então encerrar sua carreira. De acordo com o médico Márcio Dornelles, o diagnóstico de Lucas Leiva foi de fibrose cardíaca (fibrose cicatricial no miocárdio).
Enquanto anunciava sua aposentadoria, o jogador declarou:
| “ | Agradeço ao Grêmio por todo apoio nesses três meses. Estou anunciando minha aposentadoria. Tem sido um período difícil. É a primeira vez que eu choro nesse caso. Gratidão por todo esse tempo de carreira. Estou encerrando onde eu gostaria, mas não da forma que eu gostaria. Eu tenho certeza que o novo ciclo vai se iniciar de forma brilhante também. Agradeço a paciência de todos. Eu tinha muita esperança que pudesse reverter, mas não fui o caso. A minha saúde vem em primeiro lugar. | ” |

O presidente do Grêmio na época, Alberto Guerra, declarou que gostaria que Lucas trabalhasse no time em algum momento.
| “ | Temos que dar o teu tempo também para você descansar e curtir a família, mas se você quiser continuar no clube de alguma forma, as portas estão abertas para a gente conversar. Nesse momento temos que estar juntos, e a gente gostaria de contar com a sua experiência e sabedoria, porque você é um grande líder dentro do vestiário e que todos nós aprendemos a respeitar. | ” |

Após o anuncio de sua aposentadoria, o clube inglês Liverpool prestou homenagens ao jogador. Jornais internacionais como o As, The Sun, Corriere dello Sport, Daily Mirror e o Diário Olé também repercutiram a aposentadoria do brasileiro que marcou época, especialmente, jogando na Inglaterra por uma década.
No dia 19 de março, nos jogos de ida da semifinal do Campeonato Gaúcho, os jogadores do Grêmio decidiram homenagear Lucas, que havia se aposentado no dia 17. Todos os ex-companheiros de equipe entraram com um uniforme escrito "Lucas" nas costas. A partida foi contra o Ypiranga e terminou com a derrota do Imortal Tricolor. No jogo em questão, ao abrir o placar para o tricolor, Luís Suárez, seu ex-colega de Liverpool, levantou a camisa e mostrou outra que estava com os dizeres: "Lucas, nosso coração está contigo". Curiosamente, ambos nunca jogaram juntos pelo clube gremista. A atitude do uruguaio é considerado um excesso, e por isso foi punida com um cartão amarelo pelo árbitro da partida. Além dos jogadores, o treinador gremista, Renato Portaluppi, também estava a beira do campo com um uniforme branco com o nome de Lucas às costas.
Em 23 de março, Lucas Leiva precisou ir às redes sociais desmentir uma notícia falsa que estava sendo amplamente distribuída por meio de um áudio no WhatsApp. O conteúdo sonoro dizia que Leiva havia se aposentado por um problema cardíaco causado pela vacina contra a COVID-19. O homem que gravava o áudio se passava por médico de Leiva. Futuramente, o ex-jogador, e o verdadeiro médico do clube, Márcio Dornelles, apareceram em suas redes sociais para desmentirem o conteúdo antivacina que estava muito forte no Brasil naquele período.
No dia 6 de abril, o treinador alemão Jürgen Klopp comentou sobre o que Lucas deveria tentar após sua aposentadoria dos gramados:
| “ | Eu te vejo como um treinador. Talvez você não deva tentar trabalhar no Brasil porque eles trocam de treinador mais frequentemente do que algumas pessoas trocam suas roupas íntimas. Então se quiser trabalhar por mais tempo, você pode ir para Inglaterra ou Itália, já que fala tantas línguas diferentes. Agora começa o maravilhoso resto da sua vida. Por mais que seja dolorido não jogar mais futebol, posso te dizer, de uma perspectiva bem mais velha, que o resto da sua vida será muito, muito, muito bom. | ” |

## Seleção Brasileira

### Sub-20
Lucas foi o capitão da Seleção Brasileira Sub-20 no Sul-Americano de 2007. O volante teve grande atuação na competição, sagrando-se campeão, marcando quatro gols e sendo eleito o melhor jogador do torneio. Era esperado para liderar a equipe em 2007, na Copa do Mundo FIFA Sub-20, realizada no Canadá. Lucas chegou a ser convocado em julho, mas uma lesão no treino manteve-o parado por três semanas, tirando-o da disputa.

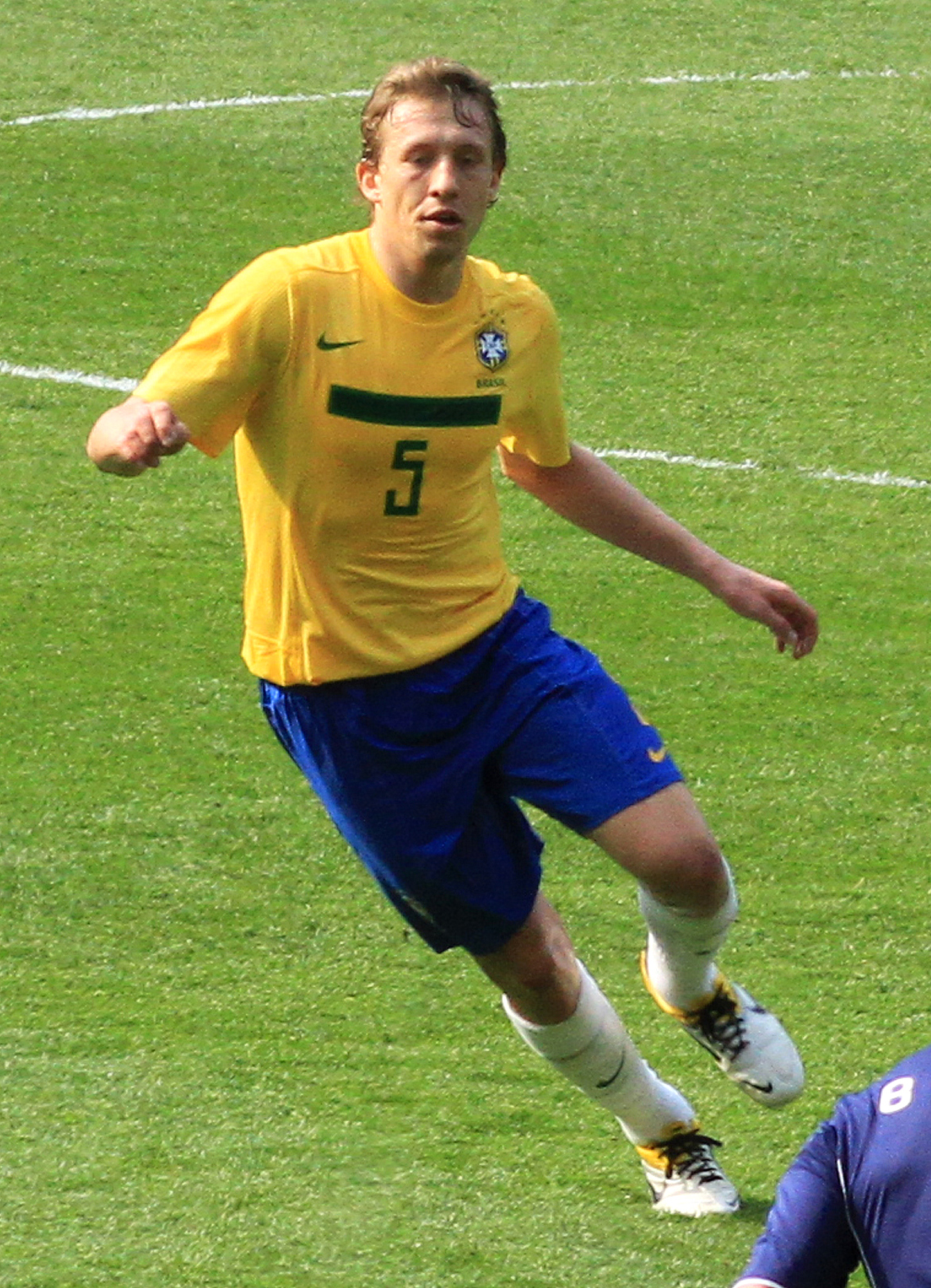
Lucas Leiva em 2011

### Principal
Realizou sua estreia pela Seleção Brasileira principal no dia 22 de agosto de 2007, saindo do banco de reservas e entrando num amistoso contra a Argélia.

### Olimpíadas de 2008
Em junho de 2008, Lucas foi chamado por Dunga para jogar pelo Brasil nos Jogos Olímpicos de Pequim. Alguns meses depois, o jogador foi novamente integrado à Seleção, agora para disputar os jogos restantes das Eliminatórias da Copa do Mundo FIFA de 2010.

### Era Mano Menezes
Sob o comando de Mano Menezes, Lucas ganhou a titularidade da Seleção Brasileira. Em 2011, então titular absoluto no Liverpool, foi convocado por Mano para a Copa América, seu primeiro torneio pela Seleção Brasileira principal.
Em 2013, após um período de dois anos fora, foi convocado pelo técnico Felipão para uma série de amistosos.

## Vida pessoal
É sobrinho de Leivinha, ex-jogador da Seleção Brasileira e ídolo do Palmeiras. Ele possui também a cidadania italiana e britânica.

## Títulos
Grêmio
- Campeonato Brasileiro Série B: 2005
- Campeonato Gaúcho: 2006 e 2007

Liverpool
- Copa da Liga Inglesa: 2011–12

Lazio
- Supercopa da Itália: 2017 e 2019
- Copa da Itália: 2018–19

Seleção Brasileira
- Copa Sendai: 2005
- Campeonato Sul-Americano Sub-20: 2007
- Medalha de bronze nos Jogos Olímpicos de 2008

### Prêmios individuais
- Bola de Ouro 2006 – revista Placar
- Melhor volante do Campeonato Brasileiro de 2006 pela CBF
- Melhor jogador do Campeonato Sul-Americano Sub-20 de 2007
- Melhor jogador do Liverpool na temporada 2010–11, eleito pelos torcedores[136]
- Melhor jogador da Lazio na temporada 2017–18, eleito pelos torcedores
- Melhor jogador da Lazio no ano de 2018
- Melhor jogador da Lazio na temporada 2018–19